# Alloteuthis subulata
Alloteuthis subulata of dwergpijlinktvis is een inktvissensoort uit de familie van de Loliginidae. De wetenschappelijke naam van de soort werd voor het eerst geldig gepubliceerd in 1798 door Lamarck als Loligo subulat.

## Kenmerken
Mannetjes worden ongeveer 20 cm groot en vrouwtjes ca. 12 cm.

## Verspreiding en leefgebied
De soort komt voor in het oosten van de Atlantische Oceaan en de Middellandse Zee op diepten tot 200 m. De soort wordt commercieel gevangen.